# Cyril Nocenti
Cyril Nocenti (* 28. Januar 1982 in Sallanches) ist ein ehemaliger französischer Skirennläufer. Seine Spezialdisziplin war die Abfahrt.

## Biografie
Nocenti fuhr seine ersten FIS-Rennen im Dezember 1997, Starts im Europacup folgten ab März 2002. Sein bestes Ergebnis im Europacup gelang ihm mit Rang sechs in der Abfahrt von Veysonnaz im Februar 2006. Ein Jahr später fuhr er in den beiden Abfahrten von Sarntal/Reinswald zwei weitere Male unter die schnellsten zehn.
Am 28. Dezember 2006 startete der Franzose erstmals im Weltcup in der Abfahrt von Bormio, konnte das Rennen aber nicht beenden. In den nächsten drei Rennen kam er zwar ins Ziel, erreichte aber noch nicht die Punkteränge. In seinem fünften Weltcuprennen, der Abfahrt in Kvitfjell am 10. März 2007, erreichte er mit Platz 18 sein bestes Weltcupergebnis, und gewann zum ersten Mal Weltcuppunkte. Dieses Resultat konnte er in den nächsten Jahren nicht mehr wiederholen, es blieb seine einzige Platzierung in den Weltcuppunkterängen, also unter den besten 30.

## Erfolge

### Weltcup
- 1 Platzierung unter den besten 20

### Europacup
- 3 Platzierungen unter den besten 10

### Juniorenweltmeisterschaften
- Tarvisio 2002: 25. Abfahrt, 25. Super-G

### Weitere Erfolge
- 2 Siege in FIS-Rennen